# Max Troll
Max Troll (Baja Baviera, Imperio alemán, 1902-Ratisbona, República Federal de Alemania, 7 de abril de 1972) fue un comunista alemán que traicionó a cientos de camaradas bávaros al brindar información a la Policía Política Bávara —una de las precursoras de la Gestapo— entre 1933 y 1936. Tras la toma del poder por los nazis en marzo de 1933, estuvo durante un breve periodo de tiempo internado en el campo de concentración de Dachau. Formó parte del Ejército alemán durante la Segunda Guerra Mundial. Finalizada la contienda, se le condenó a diez años de prisión por su papel como informador, pero fue puesto en libertad tras solo cinco.
No se identificó nunca con los ideales nazis e incluso se opuso al régimen, pero una serie de factores lo llevaron a cometer aquella traición: constaban, entre ellos, las dificultades económicas, el tratamiento recibido durante su estancia en Dachau y las amenazas de la policía, que torturaría a sus hermanastros en caso de que no colaborase.

## Biografía

### Primeros años
Hijo de un conductor de camiones, nació en la Baja Baviera y creció en Múnich. Trabajó como obrero y socorrista en la ciudad, pero perdió su puesto en 1931 por sus actividades izquierdistas; estuvo desempleado hasta 1934. Vivía en una vivienda pública en el suburbio obrero de Giesing, una zona acuciada por el desempleo en el que la actividad comunista era frecuente. En 1932, se unió al Partido Comunista de Alemania (KPD).

### Era nazi
Con el ascenso al poder de Adolf Hitler en Alemania, los nazis se hicieron con el poder en Baviera el 9 de marzo de 1933 y ese mismo día Troll fue arrestado con sus dos hermanastros y llevado al campo de concentración de Dachau. Fue liberado en mayo y comenzó a trabajar como informador de la Policía Política de Baviera, ahora bajo el mando de Heinrich Himmler. Se barajan dos posibilidades: que ya trabajara como informador cuando se afilió al KPD en 1932 o que se le obligara a colaborar tras su liberación si no quería que sus hermanastros fueran asesinados. Otro factor podría haber sido su pésima situación económica. Sea como fuere, de mayo de 1933 en adelante, Troll trabajó en una lista con los nombres de los comunistas bávaros que se encontraban de misión, encubiertos. Dada la descentralización de los movimientos comunistas, se había vuelto complicado para la policía rastrear la resistencia comunista.
Bajo el nombre en clave de «Theo», se dedicó a reclutar miembros para la resistencia comunista. Asimismo, se le empleó en el Deutsches Museum muniqués, desde el que pudo atraer a varias personas. Troll los traicionó a ellos y a aquellos comunistas que distribuían panfletos ilegales o recaudaban fondos para Rote Hilfe, una organización que brindaba apoyo a los familiares de los arrestados por los nazis. Consiguió llegar a la dirección de esta organización en 1935 y, un año más tarde, se convirtió en el líder del KPD para el sur de Baviera. Viajó en repetidas ocasiones a Suiza y Checoslovaquia para obtener donaciones e instrucciones, al tiempo que infiltraba también a la resistencia no comunista.

### Tras la guerra
Las víctimas de su traición lo localizaron y consiguieron sonsacarle una confesión escrita, lo que posibilitó su arresto en la República Federal de Alemania en mayo de 1947. Un juzgado de Ratisbona lo condenó a diez años en un campo de trabajo, pero por motivos de salud lo liberaron tras solo cinco. La de Troll fue una de las condenas a nazis más duras en la zona, puesto que también incluyó la confiscación de sus bienes, la pérdida del derecho de voto y un veto que no le permitía trabajar.
Se intentó ampliar la condena por la muerte de los comunistas a los que delató, pero las leyes anticomunistas existentes en Alemania y, en general, el ambiente contrario al comunismo existente durante la Guerra Fría, lo evitaron. Los tres contactos de la Gestapo a los que informaba no fueron perseguidos, aunque pasaron algún tiempo detenidos por su pertenencia a la organización. Algunos de ellos incluso ocuparon puesto en el gobierno bávaro tras la contienda.
Troll falleció en Ratisbona el 7 de abril de 1972.